# Ferdinand Seiler
Ferdinand Seiler (* 1962 in Sandersdorf) ist ein deutscher Tenor, Dozent und Gesangslehrer.

## Biographie
Ferdinand Seiler besuchte das humanistische Musikgymnasium der Regensburger Domspatzen, an dem er 1981 sein Abitur ablegte. Danach studierte er Gesang an der Musikhochschule München bei Kammersänger Raimund Grumbach und bei Rita Hirner-Lill. Weitere Studien im Lied- und Konzertgesang absolvierte Seiler bei Erik Werba, Helmut Deutsch und Hanns-Martin Schneidt. Außerdem besuchte er einen Meisterkurs bei James King.
Sein erstes Festengagements hatte Seiler an den Städtischen Bühnen Wuppertal. 1990 und 1991, im Mozart-Jubiläums-Jahr, sang Ferdinand Seiler im Rahmen der Wiener Mozart-Festwochen an der Wiener Staatsoper den Pedrillo in Mozarts Singspiel Die Entführung aus dem Serail. Im Februar 1990 sang er den Pedrillo auch in einer Neuinszenierung von Mozarts Die Entführung aus dem Serail am Théâtre Royal de la Monnaie in Brüssel in einer Ko-Produktion mit den Wiener Festwochen. In der Spielzeit 1991/92 sang er am Grand Théâtre de Genève den Steuermann in einer Neuinszenierung von Richard Wagners Oper Der Fliegende Holländer. In der Spielzeit 1991/92 trat er an der Bayerischen Staatsoper München als Normanno in einer Lucia di Lammermoor-Neuproduktion (Regie: Robert Carsen) auf. 1992 wirkte er bei den Salzburger Festspielen in Salome von Richard Strauss mit.
In den Spielzeiten 1992/93 und 1993/94 war er als festes Ensemblemitglied am Opernhaus Essen engagiert. In der Saison 1992/93 wirkte er in einer Neueinstudierung von Tristan und Isolde (Regie: Wolf Siegfried Wagner; Premiere: Oktober 1992) als Hirt mit; anschließend folgten die Neuinszenierungen von Der Zigeunerbaron (mit Seiler als Ottokar; Premiere: Oktober 1992) und La Traviata (Regie: Gerd Heinz; Premiere: Dezember 1992) mit Seiler in der Rolle des Gastone. Außerdem sang er dort in der Saison 1992/93 den Wenzel in einer Neuinszenierung der Oper Die verkaufte Braut (Regie: Marco Arturo Marelli; Premiere: Februar 1993) und den Pedrillo in einer Neuinszenierung von Mozarts Die Entführung aus dem Serail (Premiere: April 1993). In der Spielzeit 1993/94 trat er am Opernhaus Essen in einer Neuinszenierung als Heiratsvermittler Goro in der Oper Madama Butterfly (Premiere: Oktober 1993) und als Triquet in Eugen Onegin (Premiere: Dezember 1993) auf. Außerdem war er wieder in seinen Vorjahres-Rollen als Ottokar in der Operette Der Zigeunerbaron (WA im Oktober 1993;  Vorstellungsserie im Februar 1994), als Hirt in Tristan und Isolde (Vorstellungsserie ab Oktober 1993), als Pedrillo (u. a. Oktober/November 1993) und als Wenzel (Dezember 1993) besetzt.
Seit 1994 war Seiler freischaffend tätig. Im August 1994 gastierte er bei den Salzburger Festspielen in einer konzertanten Aufführung von Igor Strawinskys Einakter Renard. In der Spielzeit 1998 übernahm er bei den Salzburger Festspielen den 1. Gralsritter in Parsifal von Richard Wagner. In der Spielzeit 1994/95 sang er an der Bayerischen Staatsoper München die Rolle des Miroslav in einer Inszenierung der Janáček-Oper Die Ausflüge des Herrn Brouček (Regie: David Pountney). Außerdem sang er in der Spielzeit 1994/95 an der Hamburgischen Staatsoper die Rolle des 3. Juden in einer Salome-Neuinszenierung von Willy Decker. In der Spielzeit 1996/97 sang er an der Hamburgischen Staatsoper die Rolle des Sebas in der Uraufführung der Oper Der König Kandaules. An der Oper Frankfurt sang er 1998 den Tanzmeister in Ariadne auf Naxos von Richard Strauss.
Er hatte zahlreiche weitere Engagements im In- und Ausland, beispielsweise an der Mailänder Scala, Sächsischen Staatsoper Dresden und an der Deutschen Oper in Berlin, sowie weiteren internationalen Opern- und Konzerthäusern wie Paris, Brüssel, Tel Aviv, Cleveland, Monte Carlo, Ferrara, Modena, Turin, Genf, Bordeaux, Montpellier, Athen und Bilbao.
Neben seiner Tätigkeit als Opernsänger ist Seiler als Konzertsänger und Liedsänger tätig. Sein Konzertrepertoire umfasst Werke von Johann Sebastian Bach, Joseph Haydn, Georg Friedrich Händel, Giacomo Puccini und Gioacchino Rossini. Mehrfach arbeitete Seiler mit dem Ingolstädter Motettenchor zusammen. 2008 wirkte er als Solist bei einer Aufführung der Messe op. 54 von Louis Spohr mit. 2009 sang er mit dem Ingolstädter Motettenchor Haydns Die sieben letzten Worte unseres Erlösers am Kreuze im Liebfrauenmünster Ingolstadt.
Außerdem hatte er zahlreiche Rundfunk- und Fernsehauftritte.
Seit dem Wintersemester 2004 ist er Dozent für Gesang an der Universität Augsburg und seit dem Sommersemester 2008 Dozent für Gesang an der Ludwig-Maximilians-Universität München.

## Auszeichnungen
- 1989: Franz-Völker-Preis